# Fossulaster
Fossulaster is een geslacht van uitgestorven zee-egels uit de familie Fossulasteridae. Vertegenwoordigers van dit geslacht zijn slechts als fossiel bekend.